# Li Fuguo
Li Fuguo  李輔國 ( 704 - 762 ) fue el eunuco oficial durante el reinado del Emperador Suzong, a quien apoyó para suceder al Emperador Xuanzong. Desde ese momento y hasta el año 981, los eunucos tuvieron potestad para elegir y destituir emperadores en China. 
Suzong le dio el cargo de Oficial en el Departamento Militar (元帥府司馬). Al regresar de Chang'an, ocupó el cargo de Jefe General del Departamento Militar(禁軍大元帥). Cuando ascendió al poder, destituyó a Xuanzong y Gao Lishi. En 762, él y otro eunuco, Cheng Yuanzheng (程元振) asesinaron a la esposa de Suzong, la emperatriz Zhang. Poco después Suzong, murió de un ataque al corazón.
Tras la llegada el emperador Daizong en 762, Li trató de mantenerse en el poder, pero fue asesinado en una extraña intriga palaciega.
- Datos: Q605214